# Нижнее графство Катценельнбоген
Нижнее графство Катценельнбоген (нем. Niedergrafschaft Katzenelnbogen, нем. Untergrafschaft Katzenelnbogen) — часть графства Катценельнбоген, географически отделенное от верхнего графства к югу от реки Лан и горного массива Таунус и в меньшей части левым берегом Рейна в Хунсрюке.

## История

### Графы Катценельнбоген

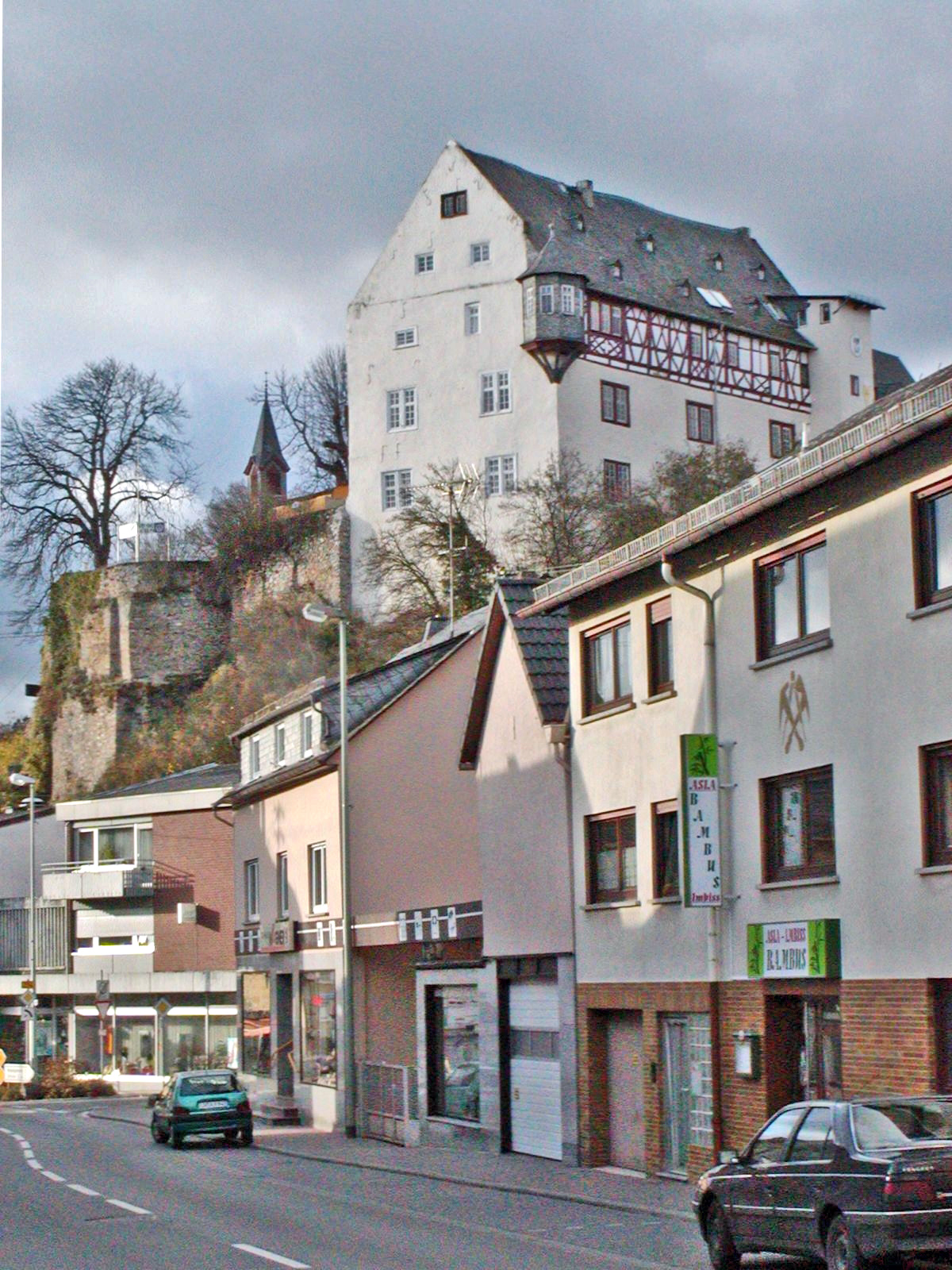
Замок Катценельнбоген.

Сеньоры Катценельнбоген, чья родовая резиденция в виде замка Катценельнбоген находилась на территории нижнего графства, приобретали все большее влияние посредством феодов, наследования, браков и покупок к югу от Майна в так называемом верхнем графстве. В 1138 году Генрих II фон Катценельнбоген был возведен императором Конрадом III в статус графа, основав графскую ветвь.
В 1260 году графство было разделено между братьями Дитером V и Эберхардом I. Дитер V стал основателем старшей линии, имевшей большую часть владений в Нижнем графстве, Эберхард I — младшей линии, с владениями в Верхнем графстве.
В 1402 году после смерти Эберхарда V из старшей линии и заключённого в 1385 году брака его дочери Анны с Иоганном IV из младшей линии Верхнее и Нижнее графства объединились.

### Ландграфство Гессен
В 1479 году род графов вымер вместе с сыном Иоганна IV Филиппом I, и графство перешло по наследству его дочери Анне и её супругу — ландграфу Верхнего Гессена Генриху III.
После смерти ландграфа Филиппа в 1567 г. Гессен был разделён между его четырьмя сыновьями, нижнее графство Катценельнбоген перешло к ландграфу Гессен-Рейнфельса Филиппу II. Но он умер в 1583 году, не оставив потомства, и поэтому его владения перешли к его младшему брату и ландграфу Гессен-Дармштадта Георгу I. Между потомками Филиппа война из-за наследования, по условиям Вестфальского мира 1648 года, в результате которого нижнее графство перешло к Гессен-Касселю за исключением амтов Браубах и Кирхшпиль Катценельнбоген, которые остались в Гессен-Дармштадте.
Уже в декабре 1648 года дочерняя линия Гессен-Ротенбург получила нижнее графство в качестве доли Гессен-Ротенбурга в приобретениях Гессен-Касселя по Вестфальскому миру при условии сохранения суверенитета Гессен-Касселя. С тех пор линия Гессен-Ротенбург называла себя Гессен-Рейнфельс.

### XIX век
Левобережные части нижнего графства были аннексированы Францией после Люневильского мира в 1801 году, а на территории Правого Рейна Наполеон создал в 1806 году Pays réservé de Catzenellenbogen. По Венскому конгрессу 1815 г. последний ландграф Гессен-Ротенбурга Виктор Амадей обменял свои права на нижнее графство Катценельнбоген на другие владения в Пруссии (княжество Корвей и герцогство Ратибор).
Нижнее графство Катценельнбоген было разделено 17 октября 1816 года между герцогством Нассау (правобережные территории) и Прусским королевством (левобережная часть). Без дальнейшего учёта старых границ возникли совершенно новые административные структуры; в частности, в Нассау земельным указом от 17 декабря 1816 г. были созданы амты Ланген-Швальбах, Настеттен и Санкт-Гоарсхаузен.

## Территория
По состоянию на 1805 год графство включало в себя:
- Амт Райнфельс — назван в честь замка Райнфельс, включал в себя города Санкт-Гоар, Санкт-Гоарсхаузен и замка Катц.
- Амт Райхенберг — с замком и и городом Райхенберг, Тальрайхенбергом и местечком Наштеттен.
- Амт Хоэнштайн — с замком Хоэнштайн, Лангеншвальбах, Гронау, а также «Герольдштайнер Лен» (Верхний и Нижний Фишбах и т. д.)
- Амт Пфальцфельд — с Пфальцфельдом и некоторыми соседними деревнями в Хунсрюке.

Половина доли в «Фирхеррише» в Айнрихе, кондоминиуме из девяти приходов, который был распущен в 1774 году: на долю Катценельнбога приходились, в частности, деревни Кердорф, Херольд, Эргесхаузен, Обер- и Нидербаххайм, Кельбах, Винтерверб, Лангшид, Маппершайн, Лаутерт, Реттерсхайн, Беттендорф, Гребенрот, Эгенрот, Мартенрот, Обертифенбах и Бух.